# Boudreville
Boudreville ist eine französische Gemeinde mit 60 Einwohnern (Stand 1. Januar 2022) im Département Côte-d’Or in der Region Bourgogne-Franche-Comté. Sie gehört zum Kanton Châtillon-sur-Seine und zum Arrondissement Montbard.

## Geografie
Die Gemeinde Boudreville liegt an der Aube an der Grenze zum Département Haute-Marne. Nachbargemeinden sind Montigny-sur-Aube im Norden, Dancevoir im Osten, La Chaume im Süden und Veuxhaulles-sur-Aube im Westen.
Die Route nationale 65 tangiert Boudreville.

## Bevölkerungsentwicklung
| Jahr                       | 1962 | 1968 | 1975 | 1982 | 1990 | 1999 | 2008 | 2015 |
| -------------------------- | ---- | ---- | ---- | ---- | ---- | ---- | ---- | ---- |
| Einwohner                  | 118  | 83   | 80   | 86   | 72   | 76   | 62   | 75   |
| Quellen: Cassini und INSEE |      |      |      |      |      |      |      |      |

## Persönlichkeiten
- Paul Rebeyrolle (1926–2005), Maler, hier gestorben